# Сторерія Декея
Сторерія Декея (Storeria dekayi) — неотруйна змія з роду Сторерія родини Вужеві. Має 8 підвидів. Інша назва «північна коричнева змія». Свою назву отримала на честь американського зоолога Джеймса ДеКея. Вид родом з Північної та Центральної Америки.

## Розповсюдження
S. dekayi поширена на півдні Онтаріо і Квебеку, на більшій частині східної частини США, включаючи Мексику, Гватемалу, Гондурас і, можливо, Сальвадор. Зокрема, цей вид населяє більшість водно-болотних і наземних біотопів на схід від Великих рівнин від рівня моря до висоти 1400 метрів над рівнем моря.

## Опис

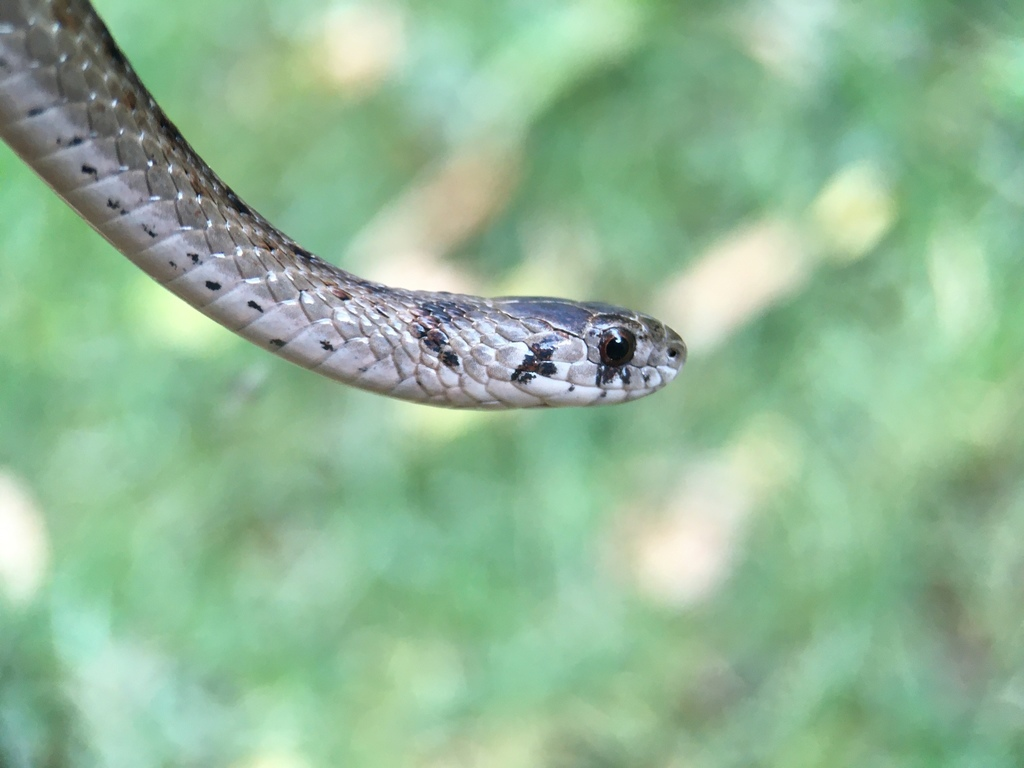
Голова сторерії Декея зблизька

Дорослі особини зазвичай не більше 30 см у загальній довжині (включаючи хвіст), а рекордна загальна довжина становить 49 см. Голова маленька. Тулуб довгий та стрункий. Забарвлення спини коричнювате або коричнювато-сіре, уздовж хребта тягнеться широка світла смуга. Черево блідо-рожевого кольору. Спинна луска кілеподібна, а лореальна луска — між очима та ніздрями — відсутня.
Самки перевершують самців за довжиною тіла та кількістю вентральних — черевних — лусок, тоді як самці перевершують самок за довжиною хвоста, розмірами голови та кількістю підхвостових лусок.

## Спосіб життя
Зустрічається біля водойм, у вологих місцинах, уникає сухих відкритих просторів. У великому числі зустрічається в селищах й навіть великих містах. Активна вночі, вдень тримається під пласким камінням, опалим листям, залізничними шпалами та іншими лежачими на землі речами. Вид лякливий і рідко зустрічається на відкритій місцевості. Вони також іноді зариваються в нори. 
S. dekayi є здобиччю для великих змій, великих жаб і ропух, птахів і багатьох ссавців, включаючи ласок і інвазивних домашніх котів. Один з механізмів уникнення хижаків сторерії — скручування передньої частини тіла і розгойдування з боку в бік, при спробі втечі. Крім того, вони випускають смердючий мускус, коли їм загрожує небезпека. 

### Дієта
S. dekayi харчується переважно слимаками, равликами та дощовими хробаками. У південній частині свого ареалу змія полює переважно на дощових черв'яків, однак у північній частині ареалу основним джерелом їжі для неї є слимаки. Вони мають спеціалізовані щелепи, які дозволяють йому витягувати равликів з мушлі. Повідомлення про інших безхребетних (таких як мокриці, кліщі або багатоніжки) в раціоні сторерії, швидше за все, є результатом випадкового проковтування, а не навмисного поїдання, коли якийсь із цих безхребетних міг прилипнути до слимака або іншого здобичі.

### Розмноження

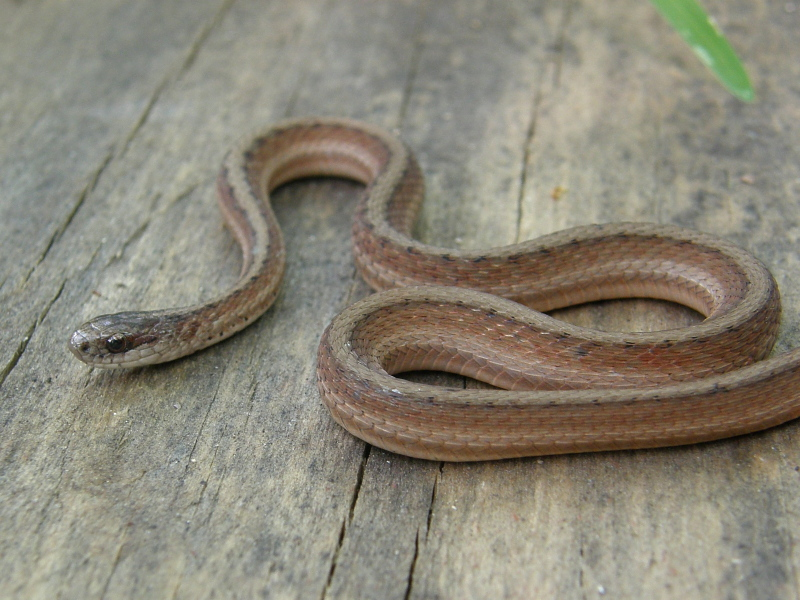
Storeria dekayi

Як і інші представники підродини Natricinae накшталт водяних вужів (рід Nerodia) і підв'язкових змій (рід Thamnophis), сторерія Декея є яйцеживородною змією, тобто вони народжують живих дитинчат, замість відкладання яєць. Статевої зрілості змії досягають у два-три роки. Парування відбуваються навесні, після виходу змій з періоду брумації. Наприкінці літа на світ з'являється від 3 до 41 дитинчат.

## Етимологія назви
Видова назва dekayi — на честь американського зоолога Джеймса Еллсворта ДеКея (1792—1851), який зібрав перший екземпляр на Лонг-Айленді, штат Нью-Йорк, а родова назва storeria — на честь зоолога Девіда Хамфріса Сторера. Це єдина північноамериканська змія, чия біноміальна назва є подвійним гононімом — тобто і родова, і видова назви вшановують людей.

## Підвиди
- Storeria dekayi anomala
- Storeria dekayi dekayi
- Storeria dekayi limnetes
- Storeria dekayi temporalineata
- Storeria dekayi texana
- Storeria dekayi tropica
- Storeria dekayi victa
- Storeria dekayi wrightorum